# 286841 Annemieke
286841 Annemieke è un asteroide della fascia principale. Scoperto nel 2002, presenta un'orbita caratterizzata da un semiasse maggiore pari a 3,1456946 UA e da un'eccentricità di 0,1226915, inclinata di 10,58372° rispetto all'eclittica.